# NGC 3590
NGC 3590 est un très jeune amas ouvert,, situé dans la constellation de la Carène. Il a été découvert par l'astronome britannique John Herschel en 1835.
Selon la classification des amas ouverts de Robert Trumpler, cet amas renferme moins de 50 étoiles (lettre p) dont la concentration est moyenne (II) et dont les magnitudes se répartissent sur un petit intervalle (le chiffre 1). Toutefois, selon le catalogue Lynga, la concentration des étoiles est forte (I) et la répartition de leur magnitude est moyenne (2). Cependant, Lynga indique que l'amas renferme 25 membres.

## Observation

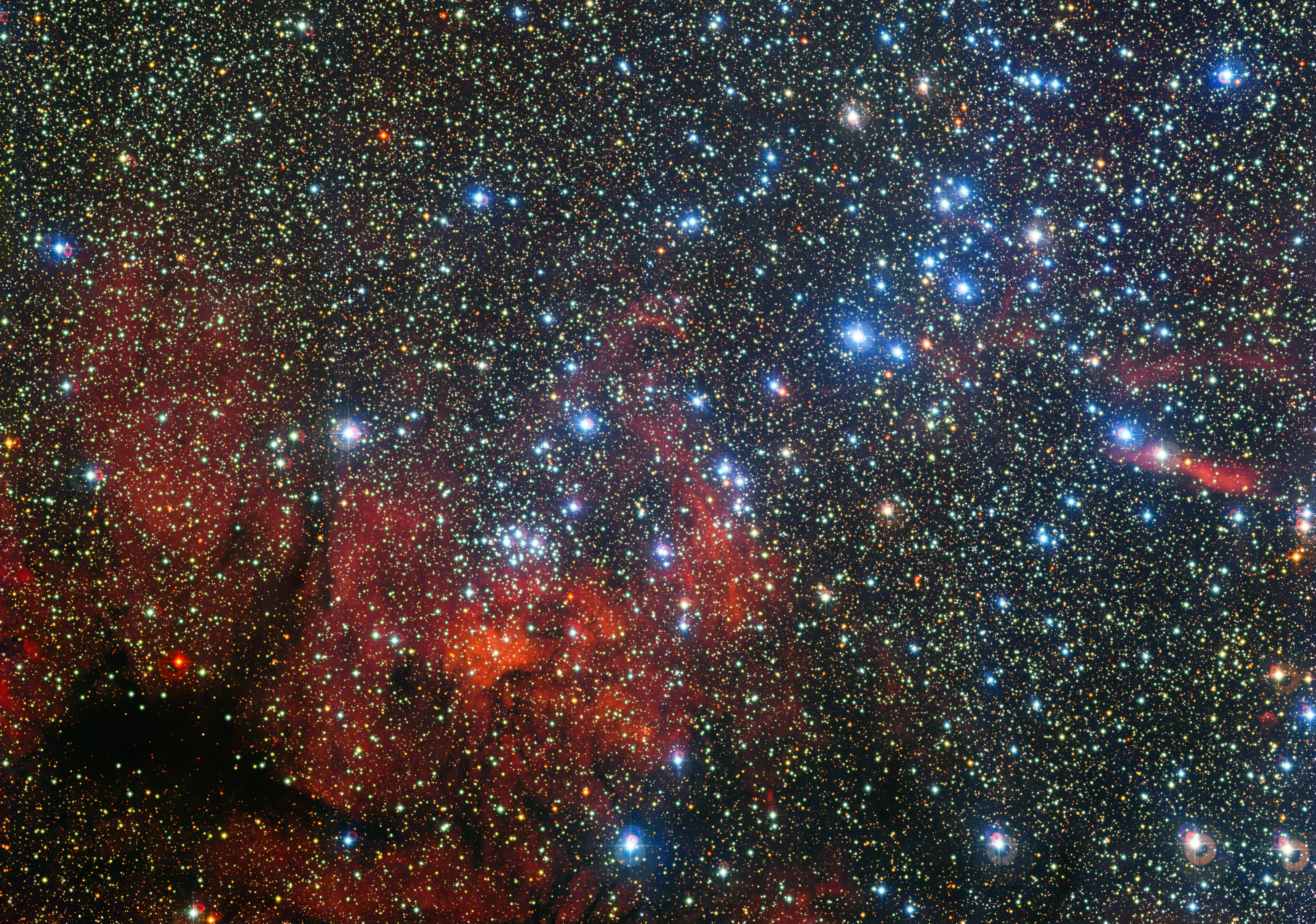
NGC 3590 par le télescope MPG/ESO de 2.2 mètres de l'Observatoire de La Silla de l'ESO au Chili.

Avec une magnitude visuelle de 8,2, on peut observer l'amas avec des jumelles dont l'ouverture est de 40 à 50 mm.

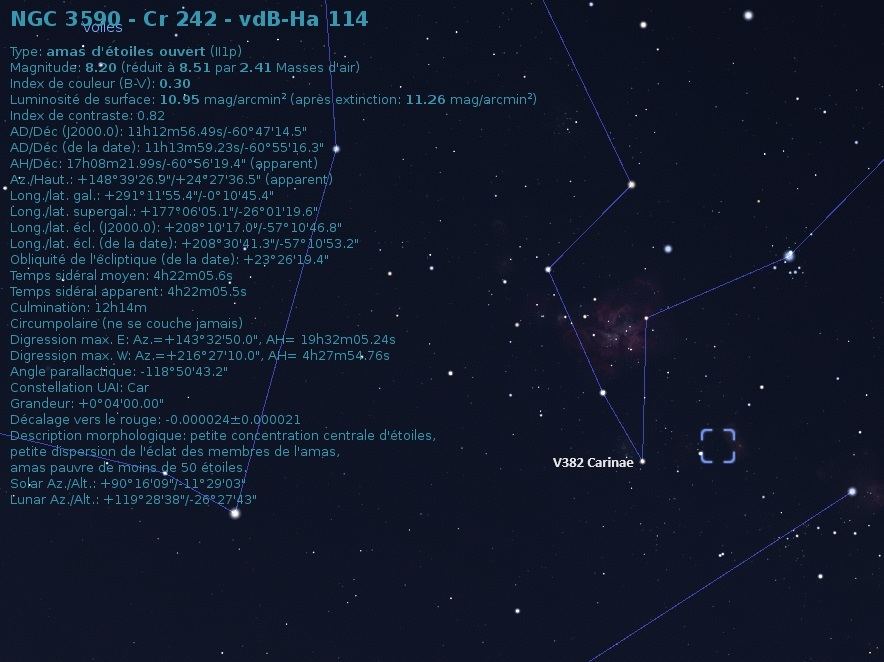
Localisation de NGC 3590 dans la constellation de la Carène. (Stellarium)

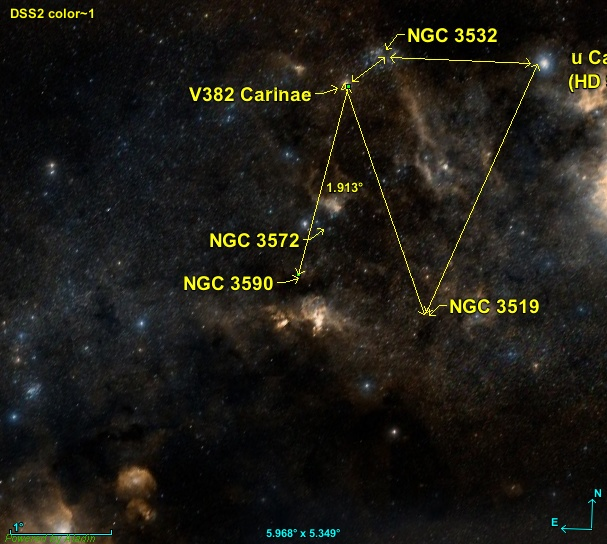
Position de NGC 3590 par rapport à une étoile.

NGC 3590 est situé à environ 1,9 degré au sud-est de V382 Carinae. Les amas ouverts NGC 3519, NGC 3532 et NGC 3572 se trouvent dans la même région du ciel.
Selon l'ESO, NGC 3590 est un amas ouvert d'étoiles de faibles dimensions situé à environ 7 500 années lumière de la Terre, dans la constellation de La Carène. Âgé de quelque 35 millions d'années, il est constitué de douzaines d'étoiles faiblement liées entre elles par la gravitation. Cet amas est situé dans le bras spiral Sagittaire-Carène. Note : ce texte de l'ESO a été publié en 2014 et ses données ne correspondent à ce que l'on sait de l'amas maintenant.

## Caractéristiques

### Distance
La parallaxe moyenne des étoiles de l'amas a été obtenue des mesures effectuées par le satellite Gaia. Cinq valeurs différentes publiées dans de récents articles (2018 à 2021) sont indiquées sur la base de données Simbad : 0,380 ± 0,028 0 mas, 0,362 ± 0,053 mas, 0,361 ± 0,048 mas, 0,361 ± 0,004 mas et 0,361 ± 0,048 mas. La moyenne de ces valeurs et de leur incertitude est égale à 0,365 0 ± 0,036 2, ce qui correspond à une distance de 2 740 +302
-247.

### Taille
Selon les sources, la taille apparente de l'amas est comprise entre 2', et 5,1'. Grâce à un calcul simple, on peut trouver la taille réelle de l'amas. En utilisant la plus grande taille apparente et la plus grande distance, on obtient la taille réelle maximale soit 14,31 al. De même, en utilisant la plus petite taille apparente et la plus petite distance, on obtient la plus petite taille réelle, soit 4,73 al. De ces deux valeurs, on déduit que la taille de l'amas est égale à 9,7 ± 5,0 al.

### Vitesse
Cinq vitesses très différentes sont indiquées sur Simbad, soit 9,04 ± 4,01 km/s, 23,05 ± 4,96 km/s, −7,30 ± 6,44 km/s, 6,88 ± 0,73 km/s et −7,30 ± 6,4 km/s. Au regard de ces valeurs, on peut donc conclure que la vitesse radiale de l'amas est inconnue.

### Mouvement propre
Simbad indique huit couples de valeurs pour le mouvement propre de l'amas, dont six provenant d'articles publiés entre 2018 et 2021 qui sont très semblables. Les deux autres provenant d'articles publiés en 2014 et 2017 sont totalement différents. Les valeurs de ces six couples en ascension droite et en déclinaison sont :
- −6,69 ± 1,12 mas/an et 1,98 ± 0,69 mas/an[15]
- −6,111 ± 0,091 mas/an et 1,038 ± 0,081 mas/an[10]
- −6,116 ± 0,154 mas/an et 1,023 ± 0,159 mas/an[11]
- −6,100 ± 0,134 mas/an et 1,013 ± 0,125 mas/an[12]
- −6,100 ± 0,012 mas/an et 1,013 ± 0,012 mas/an[7]
- −6,100 ± 0,134 mas/an et 1,013 ± 0,125 mas/an[13]

La moyenne du mouvement propre et de l'écart type obtenue de ces six couples en ascension droite et en déclinaison est égale à −6,109 ± 0,239 mas/an et 1,025 ± 0..392 mas/an.
Les deux autres couples sont passablement différents et imprécis. Ils proviennent d'articles moins récents (2014 et 2017). Ces deux couples sont :
- −3,30 ± 3,97 mas/an et 1,28 ± 2,28 mas/an[18]
- −3,300 ± 0,370 mas/an et −1,28 ± 0,240 mas/an[14]

### Métallicité
Simbad rapporte une seule valeur de la métallicité, soit 0,058. Selon cette valeur, le pourcentage d'éléments lourds (plus lourd que l'hydrogène et l'hélium) de cet amas est de 114% (100,058) de celui du Soleil.

### Âge
La base de données WEBDA et le catalogue Lynga suggère un âge donné par log10 = 7,231, soit 107,231 = 17 Ma.

## Étoiles
Simbad montre aussi un bouton nommé Children. En cliquant sur ce bouton, on atteint une section de cette base de données qui renferme un tableau contenant 339 entrées pour NGC 3590. Cependant, des étoiles (les Children) peuvent apparaître plusieurs fois dans la deuxième colonne du tableau, d'où le nombre de liens bibliographiques qui est supérieure au nombre d'étoiles. La quatrième colonne de ce tableau indique la probabilité que l'étoile appartienne à l'amas. En cliquant sur le titre de cette colonne, on peut classer la probabilité par ordre croissant ou décroissant. En cliquant sur la désignation de l'étoile, on atteint la page de Simbad qui résume ses propriétés.
On peut aussi accéder aux propriétés de plusieurs des étoiles situées dans le champ de vision de cet amas sur Simbad en utilisant la requête NGC 3590 Num, où Num est un nombre de 1 à 70. Toutefois, certaines de ces étoiles ne sont pas membres de l'amas. De plus, Simbad retourne la mention «Identifier not found in the database : NGC 3590 NUM» pour 30 requêtes et aucune donnée pour la parallaxe le mouvement propre de l'étoile HD 306184. Le tableau ci-dessous résume les propriétés de ces étoiles. La colonne des remarques indique parfois la probabilité de l'étoile d'appartenir à l'amas et le chiffe entre paranthèse indique le nombre de références bibliographiques. Lorsque c'est le cas, ces informations proviennent de la section Children mentionnée plus haut.
On peut conclure à la lecture de ce tableau que 13 étoiles sont certainement non membres et que 26 autres ont une probabilité située entre 80% et 100% d'appartenir à l'amas. Le tableau est classé par ordre croissant de distance, mais vous pouvez changer ce classement en cliquant sur le titre d'une colonne.
| Num # | Nom         | α                | δ                 | type    | P (mas)         | d (pc)          | μα* (mas/an) | μδ* (mas/an) | mV    | Rem                         |
| ----- | ----------- | ---------------- | ----------------- | ------- | --------------- | --------------- | ------------ | ------------ | ----- | --------------------------- |
| #55   | NGC 3590 55 | 11h 13m 32,7324s | -60° 49′ 44,9445″ | G2      | 2,9577 ± 0,0113 | 338 ± 1         | 0,970        | -26,716      | 11,79 | Nm                          |
| #64   | NGC 3590 64 | 11h 12m 49,6428s | -60° 50′ 37,6267″ |         | 2,51 ± 0,01     | 398 ± 2         | -18,760      | 15,433       | 12,64 | Nm                          |
| #61   | NGC 3590 61 | 11h 12m 59,4728s | -60° 49′ 34,7882″ |         | 2,2358 ± 0,0109 | 447 ± 2         | -14,709      | -2,58        | 12,63 | Nm                          |
| #42   | NGC 3590 42 | 11h 12m 57,8465s | -60° 44′ 57,3020″ | B8      | 1,6884 ± 0,0133 | 592 ± 5         | -15,422      | 4,127        | 11,36 | Nm                          |
| #56   | CPD-60 2694 | 11h 13m 28,7113s | -60° 49′ 53,9463″ | A4      | 1,2341 ± 0,118  | 810 ± 8         | -20,756      | 6,641        | 11,79 | Nm                          |
| #49   | NGC 3590 49 | 11h 13m 18,7070s | -60° 46′ 45,9509″ | F5      | 1,2015 ± 0,012  | 832 ± 8         | -7,925       | -3,882       | 12,97 | Nm                          |
| #41   | CPD-60 2670 | 11h 12m 56,3680s | -60° 44′ 48,5899″ | B8      | 1,1355 ± 0,0158 | 881 ± 12        | -19,967      | 6,750        | 11,47 | Nm                          |
| #65   | CPD-60 2656 | 11h 12m 26,6327s | -60° 48′ 59,1465″ |         | 0,7573 ± 0,016  | 1320 ± 29       | -10,144      | 3,076        | 10,68 | Nm                          |
| #46   | NGC 3590 46 | 11h 13m 05,8238s | -60° 45′ 50,6734″ | B8      | 0,6733 ± 0,0155 | 1485 ± 35       | -8,130       | 2,287        | 12,07 | Nm                          |
| #29   | NGC 3590 29 | 11h 12m 49,3784s | -60° 47′ 37,1381″ |         | 0,6514 ± 0,0118 | 1535 ± 28       | -7,353       | 0,470        | 13,53 | Nm                          |
| #30   | NGC 3590 30 | 11h 12m 51,3323s | -60° 46′ 57,9590″ |         | 0,453 ± 0,0241  | 2208+124 -112   | -5,967       | 1,232        | 13,59 | M? 60%(1) 80%(1)            |
| #26   | NGC 3590 26 | 11h 12m 54,4606s | -60° 47′ 39,5650″ |         | 0,4399 ± 0,0327 | 2273+183 -157   | -6,079       | 0,888        | 13,39 | M? 80%(1) 100%(3)           |
| #1    | NGC 3590 1  | 11h 13m 02,1213s | -60° 47′ 08,6431″ | B2      | 0,4268 ± 0,0145 | 2343+82 -77     | -6,394       | 1,124        | 10,49 | M?                          |
| #12   | NGC 3590 12 | 11h 13m 11,1308s | -60° 47′ 20,4175″ |         | 0,4224 ± 0,0144 | 2367+84 -78     | -6,047       | 0,940        | 14,43 | M? 80%(1) 100%(3)           |
| #23   | HD 306185   | 11h 12m 58,6119s | -60° 47′ 22,3922″ | B1      | 0,4188 ± 0,0155 | 2428+95 -88     | -6,083       | 1,065        | 10,28 | M? 80%(1) 100%(3)           |
| #50   | CPD-60 2680 | 11h 23m 12,6312s | -60° 48′ 39,1034″ | B1      | 0,4069 ± 0,0151 | 2458+95 -88     | -6,205       | 1,267        | 10,92 | M? 80%(3)                   |
| #8    | NGC 3590 8  | 11h 13m 00,8965s | -46° 47′ 40,6775″ | B9V     | 0,4025 ± 0,0158 | 2484+102 -94    | -6,151       | 1,001        | 14,17 | M?                          |
| #31   | NGC 3590 31 | 11h 12m 50,2896s | -60° 46′ 25,5713″ | B3      | 0,4017 ± 0,0123 | 2489+79 -74     | -6,175       | 1,084        | 10,39 | M? 80%(1) 100%(3)           |
| #36   | NGC 3590 36 | 11h 12m 54,1940s | -60° 45′ 26,4111″ | B6      | 0,4006 ± 0,0126 | 2496+81 -76     | -6,183       | 1,051        | 12,38 | M? 80%(1) 100%(3)           |
| #10   | NGC 3590 10 | 11h 13m 06,1966s | -60° 47′ 01,0115″ | B5V     | 0,3987 ± 0,0148 | 2508+97 -90     | -6,106       | 0,994        | 13,04 | M 100%(3)                   |
| #40   | HD 97581    | 11h 12m 47,8118s | -60° 44′ 16,7537″ | B1/2Iab | 0,3956 ± 0,0153 | 2528+102 -94    | -6,190       | 1,013        | 8,84  | M 100%(4)                   |
| #16   | NGC 3590 16 | 11h 13m 02,1213s | -60° 47′ 08,6431″ | M6      | 0,3916 ± 0,0153 | 2554+104 -96    | -6,070       | 1,059        | 14,26 | M? 80%(1) 100%(3)           |
| #11   | NGC 3590 11 | 11h 13m 09,4171s | -60° 47′ 17,9169″ | B1      | 0,3799 ± 0,0115 | 2554+82 -77     | -5,972       | 1,165        | 12,20 | M? 80%(1) 100%(3)           |
| #19   | CPD-60 2674 | 11h 13m 03,1080s | -60° 47′ 51,7312″ | B4      | 0,3781 ± 0,015  | 2645+109 -101   | -6,316       | 1,129        | 11,35 | 80%(1) 90%(3)               |
| #18   | HD 306186   | 11h 13m 04,6669s | -60° 47′ 21,5223″ | B8      | 0,3776 ± 0,0204 | 2648+151 -136   | -6,193       | 0,958        | 10,41 | M? 80%(3)                   |
| #4    | NGC 3590 4  | 11h 12m 57,1275s | -60° 47′ 00,8642″ | B4V     | 0,3773 ± 0,0148 | 2650+108 -100   | -6,075       | 1,028        | 12,82 | M 100%(3)                   |
| #24   | NGC 3590 24 | 11h 12m 56,9184s | -60° 47′ 29,0976″ |         | 0,3734 ± 0,0145 | 2678+108 -100   | -6,079       | 1,081        | 13,92 | M 100%(3) & * C. J. E.      |
| #5    | NGC 3590 5  | 11h 12m 58,8550s | -60° 46′ 36,1735″ | B6V     | 0,3726 ± 0,0128 | 2684+95 -89     | -6,203       | 1,069        | 13,43 | M 80%(1) 100%(3)            |
| #3    | NGC 3590 3  | 11h 13m 01,1061s | -60° 47′ 22,1372″ | B4      | 0,3718 ± 0,0117 | 2690+87 -82     | -6,292       | 1,408        | 11,87 | M? 80%(3)                   |
| #13   | NGC 3590 13 | 11h 13m 13,7204s | -60° 47′ 18,3266″ |         | 0,3674 ± 0,0134 | 2722+103 -96    | -6,115       | 1,071        | 13,87 | M 80%(1) 100%(3) & C. J. E. |
| #2    | NGC 3590 2  | 11h 13m 03,3605s | -60° 46′ 57,6582″ | B6V     | 0,3666 ± 0,0133 | 2728+103 -95    | -5,921       | 1,082        | 13,33 | M 90%(2)                    |
| #22   | NGC 3590 22 | 11h 12m 57,3730s | -60° 47′ 36,3654″ | B5V     | 0,364 ± 0,0114  | 2747+89 -83     | -6,061       | 1,039        | 12,26 | M 80%(1) 100%(3)            |
| #60   | NGC 3590 60 | 11h 13m 04,7509s | -60° 49′ 52,7889″ |         | 0,361 ± 0,0138  | 2770+110 -102   | -6,252       | 1,207        | 12,81 | M 100%(3)                   |
| #21   | NGC 3590 21 | 11h 12m 59,1532s | -60° 47′ 34,4269″ | B5V     | 0,3573 ± 0,0114 | 2799+92 -87     | -6,270       | 1,379        | 12,60 | M 80%(1) 100%(3)            |
| #32   | NGC 3590 33 | 11h 12m 52,3016s | -60° 46′ 32,2717″ | B5V     | 0,3504 ± 0,0146 | 2854+124 -114   | -6,216       | 1,128        | 12,79 | M 80%(1) 100%(3)            |
| #20   | NGC 3590 20 | 11h 13m 01,5032s | -60° 47′ 46,7409″ |         | 0,3251 ± 0,0251 | 3076+257 -220   | -6,289       | 0,932        | 13,06 | ? & C. J. E.                |
| #61   | WRAY 15-774 | 11h 12m 50,4396s | -60° 49′ 42,4576″ |         | 0,2939 ± 0,0488 | 3403+677 -485   | -4,858       | 1,557        | 11,70 | M? 80%(1) & Em              |
| #64   | CPD-60 2655 | 11h 12m 26,7946s | -60° 49′ 32,3480″ | B8      | 0,2295 ± 0,0955 | 4357+3335 -1318 | -9,337       | 2,143        | 10,82 | Nm                          |
| #7    | NGC 3590 7  | 11h 13m 00,7417s | -60° 46′ 26,2079″ |         | 0,2061 ± 0,0183 | 4852+473 -396   | -5,864       | 1,389        | 14,65 | Nm & C. J. E.               |

- Bin/ecl = Binaire à éclipses
- Bin/spec = Binaire spectroscopique
- C. J. E. = Candidate au titre de jeune étoile
- Nm = Non membre